# Unimodularna matrika
Unimodularna matrika je kvadratna matrika, katere elementi so samo cela števila, njena determinanta pa je +1 ali -1. 
Množica unimodularnih matrik tvori grupo z grupno operacijo množenja matrik. Ta grupa se imenuje specialna linearna grupa.

## Lastnosti
Unimodularne so naslednje matrike
- enotska matrika
- simplektična matrika
- Pascalova matrika
- permutacijska matrika
- obratna matrika unimodularne matrike
- zmnožek dveh unimodularnih matrik
- Kroneckerjev produkt dveh unimodularnih matrik

## Popolna unimodularna matrika
Popolna unimodularna matrika (tudi absolutno unimodularna) je tista, v kateri je vsaka nesinularna podmatrika tudi unimodularna. To pomeni, da ni potrebno, da je popolna unimodularna matrika tudi kvadratna.